# Pawa
Pour l’article homonyme, voir Pawa (Pakistan).
Pawa / Chroniques des Monts de la lune est un ouvrage de Jean-Philippe Stassen publié en 2002 par les éditions Delcourt  (Collection Encrages,  (ISBN 2-84055-691-X)).

## Présentation de l'ouvrage
Pawa / Chroniques des Monts de la Lune se présente comme un objet éditorial hybride, alliant le texte simple, le texte illustré, l'illustration commentée et la bande dessinée.
L'auteur tente d'y présenter, en une dizaine de chapitres d'inégales longueurs, la situation politique et humaine de la région des grands lacs (Rwanda, Burundi, Nord-Ouest de la Tanzanie et Est du Congo).
Les genres appliqués aux chroniques composant l'ouvrage vont du pamphlet et de la parodie du guide de voyage et du drame théâtral au reportage en passant par le livre de recettes.

### Documentation
- Fabien Tillon, « Mille Collines power », BoDoï, no 56,‎ octobre 2002, p. 6.